# بونتون‌فیلم
بونتون‌فیلم (به چکی: Bontonfilm) یک شرکت فیلمسازی اهل جمهوری چک است. این شرکت در سال ۱۹۹۴ توسط لوسرن‌فیلم ویدئو (جانشین Ústřední půjčovna filmů) تأسیس شد.
از سال ۲۰۲۲، بونتون‌فیلم با در اختیار داشتن ۱۰٫۴٪ سهم بازار، چهارمین توزیع‌کننده بزرگ چک (پس از فالکون، سینمارت و بایوسکوپ) است.